# Craig Keener
Craig Keener, född 1960, är en amerikansk författare och akademiker. Keener är professor i Nya Testamentets exegetik vid Asbury Theological Seminary i Kentucky. Han har skrivit över 15 böcker och bidrar regelbundet till både akademiska och populära tidskrifter om ämnen såsom den historiske Jesus, den tidiga kyrkan och mirakler.

## Karriär
Keener tog en master i teologi vid Assemblies of God Theological Seminary 1987 och doktorerade vid Duke University 1991. Samma år ordinerades han som pastor i ett afroamerikanskt samfund. Han blev därefter professor i Nya Testamentet först vid Hood Theological Seminary och därefter Palmer Theological Seminary of Eastern University, där han undervisade i 15 år. I juli 2011 började han arbeta på Asbury Theological Seminary.
Keeners bakgrundskommentar till Nya Testamentet som kom ut 1993 har sålts i över en halv miljon exemplar och översatts till många språk. Han sitter i styrelsen för Inistitute for Biblical Research och är redaktör för tidskriften Bulletin for Biblical Research. Mellan 2012 och 2015 publicerades Keeners kommentar till Apostlagärningarna på 4000 sidor som beskrivs av förlaget Baker Academic som hans magnum opus.

## Teologi
Keeners teologi är evangelikal och pentekostal och han har försvarat både tron på Nya Testamentet som en tillförlitlig historisk källa samt tron på mirakler som historiska och nutida fenomen. Keener har argumenterat för att evangeliernas genre är antik biografi och att de innehåller historiskt korrekta uppgifter. Han har även kritiserat de som anser att Jesus inte existerade och menar att det är en ovetenskaplig position.
2011 publicerades Keeners inflytelserika bok Miracles: The Credibility of the New Testament Accounts, vilket han menar har sin bakgrund i en fotnot han började skriva till sin kommentar om Apostlagärningarna om varför han inte utgick a priori från att påståenden om mirakler var falska. I boken kritiserar han David Humes filosofiska invändning mot mirakler då han menar att det är ett cirkelresonemang och att Humes antagande att människor inte upplever mirakler idag är falskt. Boken innehåller hundratals exempel på påstådda mirakler i nutid, varav flera är medicinskt verifierade.

## Familj
Craig Keener är gift med Médine Moussounga Keener som han träffade när han missionerade i Republiken Kongo. Under inbördeskriget blev Médine flykting men efter 18 månaders åtskillnad kunde paret återförenas. Detta har de berättat om i boken Impossible Love.